# Montsérié
Montsérié település Franciaországban, Hautes-Pyrénées megyében. Lakosainak száma 73 fő (2022. január 1.). Montsérié Bizous, Bize, Gazave, Hautaget és Montoussé községekkel határos.

## Népesség
A település népességének változása:
| Lakosok száma | 61   | 67   | 74   | 80   | 81   | 82   | 84   | 79   | 73   |
|               | 2013 | 2015 | 2016 | 2017 | 2018 | 2019 | 2020 | 2021 | 2022 |